# Friedrich-Wilhelm Ulrich
Friedrich-Wilhelm Ulrich (ur. 20 października 1953 w Packebusch) – niemiecki wioślarz reprezentujący NRD, dwukrotny mistrz olimpijski i trzykrotny medalista mistrzostw świata.

## Kariera
Wystąpił na igrzyskach olimpijskich w Montrealu w 1976, gdzie osada NRD w składzie: Harald Jährling, Friedrich-Wilhelm Ulrich i Georg Spohr (sternik) zwyciężyła w dwójkach ze sternikiem. W finale o 2,83 sekundy wyprzedzili osadę ZSRR i o 4,29 sekundy osadę Czechosłowacji. Brał też udział w igrzyskach olimpijskich w Moskwie w 1980, gdzie w tym samym składzie reprezentanci NRD obronili tytuł mistrzów olimpijskich. Tym razem w wyścigu finałowym o 0,81 sekundy pokonali osadę ZSRR i o 2,38 sekundy osadę Jugosławii.
W tej samej konkurencji zdobył srebrny medal na mistrzostwach świata w Amsterdamie (1977). Następnie wywalczył złoto w ósemkach na mistrzostwach świata w Nottingham (1975) i mistrzostwach świata w Cambridge (1978). Ponadto zdobył złoto w ósemkach na mistrzostwach Europy w Moskwie (1973). 
W 1976 odznaczony Orderem Zasługi dla Ojczyzny. 
Po zakończeniu kariery został trenerem wioślarstwa.